# Sibir. Monamur
Sibir. Monamur (russisk: Сибирь. Монамур, da.: Sibirien. Monamour) er en russisk spillefilm fra 2011 instrueret af Vjatjeslav Ross.

## Medvirkende
- Pjotr Zajtjenko som Ivan
- Mikhail Protsko som Ljosjka
- Sergej Novikov som Jura
- Lidija Bajrasjevskaja som Anna
- Sonja Ross som Ljuba
- Sergej Puskepalis